# (15057) Whitson
(15057) Whitson (1998 YY15) – planetoida z grupy pasa głównego asteroid okrążająca Słońce w ciągu 5,72 lat w średniej odległości 3,2 j.a. Odkryta 22 grudnia 1998 roku.